# Zosterops conspicillatus conspicillatus
De ondersoort Zosterops conspicillatus conspicillatus (de marianenbrilvogel van het eiland Guam) is een uitgestorven zangvogel uit de familie Zosteropidae (brilvogels). Dit taxon wordt door BirdLife International als een soort beschouwd en heeft daarom een eigen vermelding op de Rode Lijst van de IUCN.

## Kenmerken
De vogel was 7,9 tot 10,5 cm lang. De vogel had een gele borst en buik en was van boven grijsgroen. De vleugelveren en de staartrveren waren zwartbruin met groene randen. De snavel was geel en de poten donker olijfgroen.

## Verspreiding en leefgebied
Deze vogel was in de 19de eeuw wijd verspreid en redelijk algemeen voorkomende. In de 20ste eeuw was de verspreiding al meer beperkt tot bosranden, gebieden met struikgewas en in de omgeving van zandstranden. Na de introductie van de bruine nachtboomslang (Boiga irregularis) in de jaren 1940, gingen de populatie-aantallen sterk omlaag. In 1976 veroorzaakte een tropische storm veel verlies aan geschikt habitat. Om 1981 werd de populatie nog geschat op 2200 individuen. De laatste bevestigde waarneming werd gedaan in juni 1983 in Pajon Basin op de noordpunt van het eiland. Wat precies de oorzaak van het uitsterven is, blijft onbekend, maar het meest waarschijnlijk is een relatie met de invasieve nachtboomslang.